# Registrul de transparență
Registrul de transparență (în germană Transparenzregister) este un registru introdus printr-o directivă europeană și implementat în legislația din Germania, în care, începând cu 1 octombrie 2017, trebuie înregistrați beneficiarii reali ai persoanelor juridice. Scopul acestui registru este de a face mai transparente structurile de proprietate ale companiilor și organizațiilor, pentru a împiedica utilizarea acestora pentru activități ilegale, cum ar fi spălarea banilor.
El este administrat electronic de Bundesanzeiger Verlag GmbH, fiind delegat de Ministerul de Finanțe din Germania.

## Cadru legal
Registrul a fost înființat prin Legea de implementare a celei de-a patra directive UE privind spălarea banilor și reglementările UE privind transferurile de fonduri, adoptată de Germania în 2015 și extinsă în 2018 pentru a permite accesul publicului. Scopul registrului este de a identifica persoanele reale din spatele structurilor juridice complexe, pentru a preveni utilizarea abuzivă a entităților juridice pentru spălarea banilor sau finanțarea terorismului.
Termenele de raportare sunt diferite pentru fiecare tip de entitate juridică, dar raportarea este obligatorie din 31 decembrie 2022. Persoanele își pot solicita restricționarea accesului la datele lor în cazuri specifice.

## Funcționarea
Registrul de transparență conține date despre entitățile înregistrate și beneficiarii reali, definiți ca persoane fizice care dețin mai mult de 25% din capitalul social sau drepturile de vot ale unei entități. În cazurile de control indirect, este necesar un procent de peste 50% din capital sau voturi în entitatea intermediară pentru a deține controlul. Dacă nu poate fi identificat un beneficiar real, atunci reprezentantul legal este considerat ca fiind beneficiarul real.
Datele includ:
- Numele și prenumele
- Data nașterii
- Domiciliul
- Tipul și proporția interesului economic
- Cetățenia

Deși registrul este accesibil publicului, există restricții în privința tipului de informații care pot fi accesate. Publicul poate vizualiza numele, data nașterii, naționalitatea și cetățenia beneficiarilor reali, dar nu și detalii suplimentare legate de interesul economic sau alte informații private.